# ノーショーピング

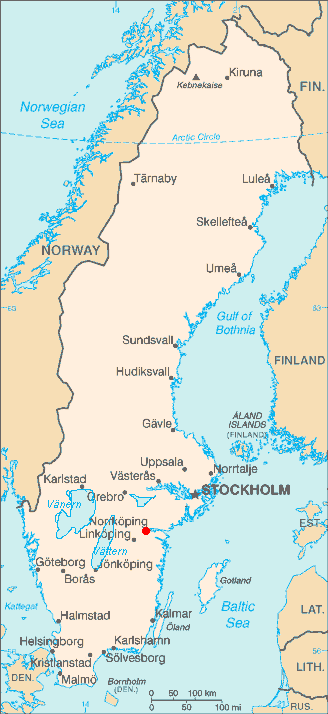
ノーショーピングの位置

ノーショーピング（Norrköping [ˈnɔ̂rːˌɕøːpɪŋ] ( 音声ファイル)）はスウェーデン中東部、エステルイェータランド県の都市。中心部人口は95,618人（2016年）で国内第10位、市人口は137,326人（2016年）で国内第8位。「スウェーデンのマンチェスター」「北京」という二つの愛称を持つ。
モータラ川がバルト海に注ぐ場所に位置しており、その水力と良港に恵まれていたことが、かつての織物工業都市としての基礎となった。

## 歴史
ノーショーピングは中世に双子都市であるリンショーピングと共に植民されたことに起源を持つ。

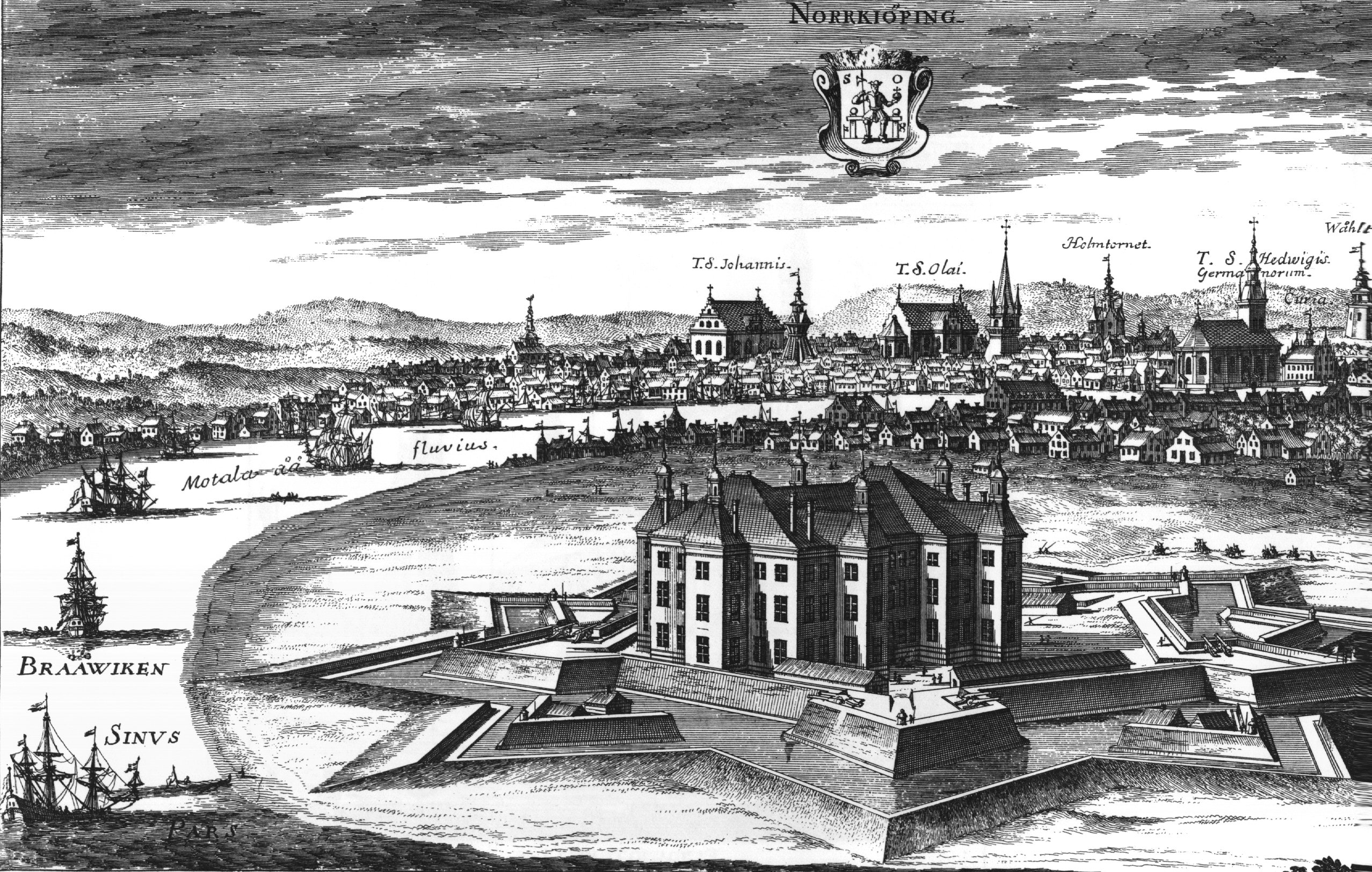
1719年、焼失前のノーショーピング

## 名所
リンショーピング大学のキャンパスや、ノーショーピング交響楽団、Kungsängenと呼ばれる小空港がある。
- 近代建築として知られる有名な市立図書館
- モータラ川中の労働記念館
- ノーショーピングは国内でも数少ない路面電車のある町である。
- 1750年頃建設された聖ウルフの教会

## 姉妹都市
- エットリンゲン、ドイツ
- オーデンセ、デンマーク
- クラクスヴィーク、フェロー諸島
- コーパヴォグル、アイスランド
- タンペレ、フィンランド
- トロンハイム、ノルウェー
- リガ、ラトビア
- リンツ、オーストリア
- ペタク・チクヴァ、イスラエル